# Protomentale
Il protomentale è l'insieme dei primi processi psichici che si sviluppano nel cervello dell'individuo.

## Definizioni
Sin da Freud, le scienze psicologiche hanno ipotizzato che, in parallelo con il processo di neurulazione ed encefalizzazione, le prime funzioni mentali siano riscontrabili già nella vita fetale e, con più evidenza, nella vita del neonato. Questi primi processi psichici, ovviamente non consapevoli, sono ritenuti determinanti ai fini del successivo sviluppo, e sono stati variamente denominati: fase primaria di mentalizzazione, vita psichica fetale, psicologia perinatale ed altri termini.

## Principali studiosi
Noti autori hanno indagato quest'area originaria dello sviluppo psichico: tra essi, hanno avuto un ruolo pionieristico Melanie Klein e Donald Winnicott, ed in seguito, in maniera ancora più specifica, autori come Edith Jacobson, Wilfred Bion, Margaret Mahler, Donald Meltzer, Christopher Bollas, Martha Harris ed Esther Bick. 
Nella letteratura scientifica inglese, il termine è stato inizialmente usato da Bion nel 1961: in Italia, lo si ritrova sviluppato (Teoria del Protomentale) nelle opere di Antonio Imbasciati, dalla fine degli anni '70 in avanti, per illustrare i suoi studi sulla psicologia perinatale, cioè sia fetale che neonatale.

## Evoluzione della ricerca
Il passaggio degli studi dalla seconda condizione a quella antecedente è dovuto soprattutto alla scoperta e all'uso di nuove metodiche d'indagine, che mirano a testare ipotesi di metapsicologia sempre più anagraficamente ardite. Se l'infant research era costretta a limitarsi alla formulazione d'una teoria della mente neonatologica, invece l'adozione dell'ecografia "3D" per l'analisi addominale della gestante ha condotto a risultati significativi circa l'esistenza del nascituro nella sua specifica situazione amniotica, intrauterina, prenatale.
Ad esempio, il feto avrebbe dei comportamenti d'espressione emotiva come il sorriso e il pianto già verso la 26ª settimana dal concepimento, dunque circa al 6º mese. È oggetto d'un dibattito anche aspro se il dolore fetale sia riscontrabile chimicamente ancor prima, verso la 20ª settimana. Il gesto del pollice alla bocca è già presente fra le 14 o 15 settimane, oppure al massimo verso il 4º o 5º mese, pertanto non sarebbe legato all'esperienza dell'allattamento come invece sostenuto dalla teoria freudiana della fase orale.

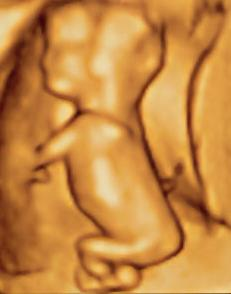
A circa 14 settimane
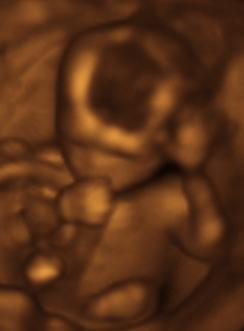
A 17 settimane
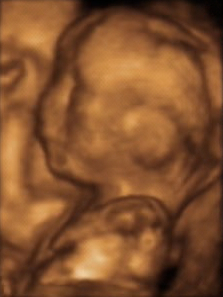
A 20 settimane